# Duck Dodgers
Duck Dodgers es una estrella ficticia, paródica de Buck Rogers, de las series animadas producidas por Warner Bros.. Se trata del mismísimo Pato Lucas en el papel de héroe del espacio en un futuro lejano. 

## Historia
El Pato Lucas es congelado en el presente y después termina siendo descongelado en el futuro, en el que se convierte en un capitán espacial que tiene muy poco de héroe. Casi siempre es salvado por su ayudante, un cadete espacial que no es otro que Porky, aunque la cosa cambia cuando consigue Lucas salvar a la Tierra de un ataque de Marte. El antagonista habitual es Marvin El Marciano el cual siempre trama sus planes malévolos que son siempre frustrados por este dúo.

## Apariciones
Duck Dodgers apareció por primera vez en julio de 1953 en el cortometraje de Looney Tunes Duck Dodgers in the 24½th Century (Pato Dodgers en el siglo 24 y medio), obra del guionista Michael Maltese y el director Chuck Jones. 
En las antiguos cortometrajes de Looney Tunes apareciá como un personaje paródico de Buck Rogers y de Flash Gordon,  con un uniforme sencillo , verde y llevaba una larga antena roja en la cabeza junto con su capa roja tan característica y cumpliendo "con el deber" pero en realidad el cumplía pocas misiones y siempre vivía grandes aventuras y teniendo como ayudante y contrapunto a Porky como personaje serio y equilibrante del egocéntrico pato, como era costumbre en los cortometrajes del personaje dirigidos por Chuck Jones. Aparece en un episodio este personaje vestido de Linterna Verde (Hal Jordan). Se le puede ver además en muchos reclamos de Cartoon Network Latinoamérica pidiéndolo más seguido. 
En el 2003, Warner Bros. incorporó a este alter ego del Pato Lucas en el largometraje Looney Tunes: de nuevo en acción, previo al lanzamiento de la serie Duck Dodgers, con la misma trama original pero retocada y reforzada por otros famosos personajes de Looney Tunes para hacerla más interesante para el público

## Otras apariciones
El personaje ha aparecido en medios de alcance; entre ellos, en el simulador de combate M.U.G.E.N., así como en otros videojuegos de consola de carácter más oficial e importante.
Duck Dodgers apareció en el videojuego Duck Dodgers 2: La Venganza de Marvin (Looney Tunes: Marvin Strikes Back!) y en Red Martian.
En el corto El gallo cacareador (Cock of the Walk), hay un momento en que el Gallo Claudio sale vestido como Duck Dodgers.
En Tiny Toon Adventures, temporada 1, episodio 52 ("The Return of the Acme Acres Zone"), en el tercer segmento titulado "Duck Dodgers Jr.", Plucky aparece como el cadete espacial de Duck Dodgers.

## Otros personajes
Han aparecido otros personajes conocidos y de otros universos.

### De Looney Tunes
- Elmer Gruñón: aparece como un cazador espacial que se enfrenta con Duck Dodgers.
- Wile E. Coyote: aparece como un cazador pero no se enfrenta a Dodgers sino a Marvin.
- Sam Bigotes: aparece como el cabecilla de su propia raza de alienígenas, llamados "Klonwkings" en alusión paródica a los Klingon de Star Trek.
- Los gemelos topo: aparecen como dos "Topos Marcianos" dentro de la granja espacial de Dodgers.
- Taz, o el Demonio de Tasmania: aparece como el único habitante de un planeta supuestamente deshabitado al que llega Dodgers accidentalmente en una de sus misiones.

### Otros personajes de historieta
- Hal Jordan/Linterna Verde: Dodgers coincide con él en la lavandería y se lleva su traje por error.
- Sinestro: aparece en el mismo episodio, y pelea contra Dodgers, quien luego de haberse probado el traje de Hal Jordan por equivocación, se convierte en Linterna Verde.

### Personajes reales
- Dave Mustaine: Cantante, guitarrista y fundador de la banda de thrash metal Megadeth. Apareció en un capítulo especial donde tuvo que ser descongelado (en término medio, como si fuera un burrito) para poder luchar, con la fuerza y poder de la música, contra el ejército malvado marciano.

- Tom Jones

- Datos: Q2348663
- Multimedia: Duck Dodgers / Q2348663